# Alias (Marvel Comics)
Alias é uma série regular de histórias em quadrinhos, atualmente cancelada, escrita por Brian Michael Bendis, desenhada por Michael Gaydos e publicada pelo selo Marvel Max. Após o cancelamento da mesma, Jessica Jones, personagem principal da série, passou a aparecer na série The Pulse, que seguia a mesma linha de histórias urbanas, mas com um enfoque mais jornalístico. Ben Urich também participava da série.
Em Portugal, Alias foi publicado pela G. Floy Studios e a distribuição está a cargo da Europress Editora.

## Jessica Jones
Jessica era uma pessoa comum até que, após um acidente de carro, que matou toda a sua família, ela adquiriu habilidades meta-humanas, como força e resistência ampliadas e capacidade de voo. Após acordar do seu coma, ela foi adotada pela família Jones. Mais tarde, ela resolveu entrar para a vida de super-herói, utilizando o título de Safira. Encantada com a vida de heroína, ela participou dos Vingadores, por um curto período de tempo. No entanto, esse momento mágico não durou muito. Ela foi raptada e escravizada pelo Homem-Púrpura. Cansado de Jessica, antes de libertá-la completamente, ele deu a ela uma última ordem: matar o Demolidor. Devido o controle de Killgrave, Jessica atacou a Feiticeira Escarlate e foi violentamente atacada por Visão, o marido da vingadora. Depois de despertar do seu segundo coma, ela deicidiu que não queria mais essa vida de super-heroína, enterrando Safira e, mais tarde, ela própria, em uma vida monótona e sem futuro. É nesse contexto que Jessica abre a sua agência de investigação, chamada de Codinome Investigações.

## Cronologia da série

### Conexões perigosas (#01-#05)
Contratada para procurar por uma mulher desaparecida, Jessica se vê presa em uma conspiração envolvendo o Capitão América e o presidente dos Estados Unidos.

### Nível B (#06-#09)
Jessica sai para conversar com uma de suas melhores amigas, Carol Danvers, também conhecida como Miss Marvel e esta, tentando "achar alguém para Jessica", lhe indica Scott Lang, o Homem-Formiga, afirmando que ele é uma "gracinha". Durante uma investigação sobre um marido infiel, uma menina entra na agência pedindo para que Jessica encontre o marido dela, um homem chamado de Rick Jones (conhecido parceiro do Hulk). No entanto, após fazer uma investigação, Jessica descobre que não era o verdadeiro Rick Jones, mas um rapaz se fazendo passar por ele.

### J. Jonah Jameson (#10)
Nessa edição, JJ propõe a Jessica que ela permitesse que o Clarim Diário, com exclusividade, cobrisse as investigações dela sobre a comunidade dos super-heróis. Jessica aceita a proposta, única e exclusivamente para passar a perna em JJ, usando dinheiro para ajudar instituições carentes e similares. Ao descobrir o truque, seu patrão, logicamente, a demite, com uma grosseira mensagem em sua secretária eletrônica.

### Rebecca, por favor, volte pra casa (#11-#14)
Uma família contrata os serviços de Jessica para investigar o desaparecimento de uma menina, tida como mutante, em uma cidade do interior.

### Intimidade (#16-#21)
JJ pede a Jessica para tornar pública a identidade do Homem-Aranha. Depois, Mattie Franklin, uma das Mulheres-Aranha, desaparece e Jessica é encarregada de achá-la. Quando o faz, ela descobre um submundo criminoso de venda de um novo tipo de droga, que concede temporariamente, superpoderes, tais como força e resistência ampliada.

### A origem secreta de Jessica Jones (#22-#23)
Trata-se, como o nome sugere, do passado de Jessica, mostrando, em uma história repleta de citações do passado da Marvel, como um acidente de carro lhe concedeu seus poderes.

### Névoa púrpura (#24-#28)
Zebediah Killgrave, o Homem-Púrpura, é uma figura de extrema importância no passado de Jessica,ele também é inglês. Anos antes, quando ela ainda atuava como a heroína conhecida como Safira, Killgrave, por meio de seus feromônios que lhe concedem o controle mental do alvo, rapta Jessica e a obriga a presenciar horrores em sua estadia sob o comando de Zebediah. Quando finalmente se liberta, Jessica quase assassina a Feiticeira Escarlarte, acontecimento que resulta em uma caçada em massa dos Vingadores à Jessica. Após acordar de seu segundo coma, conseqüência desse acontecimento, Jessica decide abandonar a vida de super-heroína.